# باشگاه فوتبال ریبیرائو
باشگاه فوتبال ریبیرائو (به پرتغالی: Grupo Desportivo de Ribeirão) یک باشگاه فوتبال حرفه‌ای در کشور پرتغال است که در سال ۱۹۶۸ تأسیس شده‌است.

## ورزشگاه خانگی
این باشگاه فوتبال حرفه‌ای، مسابقات خانگی خود را در ورزشگاه Estádio do Passal که دارای ظرفیت ۳۰۰۰ نفر است برگزار می‌کند.